# The Upholsterers
The Upholsterers – amerykański zespół punkowy założony w roku 2000 w Detroit. W jego skład wchodzili Jack White (później m.in. w The White Stripes) oraz Brian Muldoon (później w The Muldoons). White śpiewał, grał na gitarze i pianinie, a Muldoon grał na perkusji i na pile. Pierwotnie zespół nosił nazwę Two Part Resin.

## Początki
White wychował się i mieszkał w Detroit w stanie Michigan. Pierwotnie był perkusistą, lecz w wieku dziewiętnastu lat zdecydował się na grę na gitarze. W drugiej połowie lat ’90 grał w kilku różnych zespołach, takich jak Goober And The Peas, The Go, Two-Star Tabernacle, The Hentchmen, czy The White Stripes. Trudnił się też tapicerstwem - był praktykantem (upholsterer to po angielsku właśnie tapicer) u Muldoona, przyjaciela jego rodziny. Tak powstał zespół, który zdążył nagrać tylko jednego singla.

## Makers of High Grade Suites
Utwór "Makers of High Grade Suites" (SFTRI 611) był ich jedynym singlem, wydanym na płycie winylowej przez wytwórnię Sympathy for the Record Industry w roku 2000. Na płycie znalazły się następujące utwory:
1. "Apple of My Eye" - (Jack White)
2. "I Ain't Superstitious" - (Willie Dixon)
3. "Pain (Gimme Sympathy)" - (Jack Starr)

Utwory zostały nagrane w Third Man Studio i wyprodukowane przez White’a i Muldoona, a zmiksowane w Ghetto Recorders w Detroit. W środku opakowania znalazły się różne dodatki, takie jak naklejka firmy White’a 'Third Man Upholstery', jego własne wizytówki, kawałek papieru ściernego, wizytówka Muldoon Studio oraz reprodukcja znaczka tapicerskiego. Singel został wydany w limitowanym nakładzie, a obecnie jego cena dochodzi do 900 dolarów w aukcjach na portalu eBay.

## Po rozpadzie
White zyskał sławę ze swoim kolejnym zespołem, The White Stripes, a później z The Raconteurs oraz The Dead Weather. Muldoon nadal mieszka w Detroit. Był autorem zdjęcia umieszczonego na tylnej okładce singla "The Denial Twist" zespołu The White Stripes. Ze swoimi dwoma synami założył rodzinny zespół The Muldoons.
Zespół The Upholsterers jest wspominany w filmie z 2009 roku Będzie głośno.